# جاسوس في المحيط
جاسوس في المحيط هي سلسلة وثائقية من إنتاج تلفزيون بي بي سي عام 2023. تتمحور السلسلة حول التشكل كمخلوقات بحرية للتصوير في البرية باستخدام دمى متحركة على شكل حيوانات بحرية مزودة بكاميرا.  وهي تكملة لسلسلة BBC السابقة جاسوس في البرية.

## الروابط الخارجية
- الموقع الرسمي